# Classe di ferro
Classe di ferro è un telefilm italiano di 24 puntate trasmesso da Italia 1 tra il 1989 e il 1991, incentrato sulle vicende di alcuni giovani durante il servizio militare di leva in Italia. A differenza di altri telefilm o film incentrati del genere ottenne la collaborazione dell'Esercito Italiano: situazione che ha permesso una maggiore verosimiglianza. Stabilì un record di ascolti il 1º dicembre 1989 con 5.851.000 spettatori, pari al 20,93% di share.

## Produzione
La prima stagione è stata prodotta nel periodo ottobre 1988-agosto 1989 e trasmessa il venerdì dal 6 ottobre al 22 dicembre 1989, la seconda nel periodo aprile-dicembre 1991 con il titolo Classe di ferro 2, in onda il giovedì, dal 10 ottobre al 26 dicembre 1991. L'idea di una terza serie (sulla vita dei militari dopo la naja) fu scartata a favore di una serie poliziesca intitolata Quelli della speciale diretta sempre da Corbucci che mantenne quasi intatto il cast di "Classe di ferro" (ad eccezione di Paolo Sassanelli e Massimo Reale).
La sigla della trasmissione (‘Asso) era cantata da Jovanotti. La sigla della seconda serie (Helela) scritta da B.Corbucci, A.Luci e A.Pappalardo era invece cantata da Adriano Pappalardo.

## Ambientazione
Le scene all'interno della caserma vennero girate alla Caserma Arpaia (Cecchignola).
Le scene all’esterno sono state girate a Bracciano e Civita Castellana.

## Trama
Le vicende di un gruppo eterogeneo di ragazzi di tutta Italia, giunti in una caserma del nord-est per svolgere il servizio militare.
Fra scherzi goliardici e goffi tentativi per conquistare qualche bella ragazza, al fine di rendere l'obbligo della leva più sopportabile, la vita in caserma scorre tranquilla e fra le reclute si rafforza l'amicizia.

## Episodi
| Stagione         | Episodi | Prima TV |
| ---------------- | ------- | -------- |
| Prima stagione   | 12      | 1989     |
| Seconda stagione | 12      | 1991     |

## Personaggi principali
- Giampiero Montini: fiorentino di nobile famiglia (lui stesso dichiara di avere «tre quarti di sangue reale»). Orfano di madre, grande appassionato di abiti di lusso, auto veloci (guida una Ferrari 308 GT4 Bertone) e di ragazze, avrebbe potuto non raggiungere i commilitoni se il padre - che era quasi riuscito a farlo destinare a Firenze - non lo avesse sorpreso a far l'amore con la sua compagna, il giorno del giuramento. Diventa subito uno dei leader del gruppo di reclute, sempre pronto a fare scherzi (ai danni anche dei superiori) e a "firmarli" canticchiando l'ouverture de Il barbiere di Siviglia. Più avanti non solo si scoprirà che il suo nome completo è Lorenzo Maria Giampiero Galeazzo Montini, ma anche che la sua famiglia è stata addirittura citata nella Divina Commedia.
- Gabriele Serra, barese e grande tifoso della squadra pugliese, lavora come cameriere nel ristorante di famiglia. Per poter essere riformato e raggiungere una ragazza slava di cui è invaghito, si finge omosessuale ma l'inganno viene scoperto grazie ad uno stratagemma del tenente Dell'Anno. Ha la particolarità d'innamorarsi ogni volta che ha un'avventura con una donna, ma molto spesso è proprio il suo carattere apparentemente timido ed insicuro a renderlo attraente (è sicuramente quello del gruppo che "acchiappa" di più). Memorabile l'incontro, durante un'esercitazione in territorio americano, con una ragazza pellerossa di cui si innamora e al fratello della quale (il gran capo della tribù locale) chiede informazioni in dialetto barese per sentirsi rispondere nella lingua indigena.
- Antonio Scibetta, siciliano ma residente a Lignano Sabbiadoro, non molto distante dalla caserma, è uno dei più attivi negli scherzi. È l'unico ad essere realmente fidanzato, anche se soffre molto l'insistenza della sua Gisella, desiderosa di accasarsi e che, a tale scopo, lo subissa di richieste relative a mobili e pezzi d'arredamento. In più di un'occasione si trasforma in show-man improvvisandosi cantante, musicista e disc-jockey.
- Mario Bertolazzi è un giovane umbro proveniente da Todi ed è studente universitario. Grande conquistatore di ragazze, grazie al "fascino dell'intellettuale". Si distingue dagli altri perché porta (almeno fino ad un certo punto) i baffetti ordinati. Durante la serie viene promosso caporale, per aver contribuito alla ripresa scolastica della figlia del colonnello Calcaterra, a cui ha dato ripetizioni di materie letterarie. Il suo intercalare più celebre: "Ragazzi, qui le cose sono tre...", salvo poi formulare solamente due eventualità. Per questo motivo gli altri spesso inveiscono bonariamente verso di lui, specialmente Scibetta che - scherzosamente - lo minaccia di assestargli un pugno, una volta o l'altra.
- Reginald Di Tosto è figlio di italiani emigrati negli Stati Uniti; per via di ciò, non si aspettava di essere chiamato per la leva in Italia. Giunto in caserma, ha necessità di un interprete e lo troverà in Rocco Melloni, al quale si accompagnerà spesso durante la libera uscita. S'innamora di Olimpia, l'acrobatica sorella del fante Mirko De Zan. In più di un'occasione lo si vedrà anche impartire lezioni d'inglese al sergente Scherone, giocandogli tra l'altro lo scherzo di insegnargli un sacco di parolacce presentandole come normali saluti.
- Sesto Cardarelli, romano, fa il meccanico, ma s'improvvisa anche lavavetri. Proviene da una famiglia povera e numerosa, è il primo di sei fratelli, è balzuziente e per questo assai timido, in particolare con le ragazze: grazie all'aiuto degli amici supererà questo scoglio che gli permetterà, pur se per un breve periodo, di guarire anche la sua balbuzie. È un vero e proprio talento: in grado di aggiustare qualunque cosa, dai carri armati agli impianti stereo. Curiosamente, dopo ogni riparazione gli avanza sempre un pezzo, ma nonostante ciò tutte le apparecchiature funzionano alla perfezione. Il giovane ha inoltre una mascotte personale: "Rolf", un gigantesco cane San Bernardo che precedentemente apparteneva al Generale Thompson, a cui i militari salvano la vita nell'episodio "Una festa americana". Non potendo tuttavia tenerlo con sé in caserma, Cardarelli successivamente lo affida ai coniugi Casanova, due vecchietti che avevano invitato a pranzo il soldato nell'episodio "Operazione Simpatia".
- Rocco Melloni, lucano, è un contadino, il classico ragazzo meridionale un po' ingenuo. S'innamora della cameriera del bar in cui i militari si ritrovano spesso durante la libera uscita. La ragazza, Concettina, ha origini calabresi ed un comportamento molto deciso e geloso. Col suo essere ingenuo ed a volte un po' rustico, finisce inevitabilmente col fare una grande confusione (con risvolti comici), dalla quale tenta di uscire con assoluta "nonchalance". Viene assegnato come interprete al fante Reginald Di Tosto e per questo è nominato caporale e successivamente destinato a lavoro d'ufficio.
- Mirko De Zan, romagnolo, è un ragazzo appartenente ad una famiglia di circensi, per i quali è l'unica fonte di sostentamento. Mancando lui infatti, gli spettacoli del loro piccolo circo non possono aver luogo e per tale motivo inizialmente non risponde alla chiamata alle armi, venendo perciò prelevato dai carabinieri e consegnato come renitente alla leva. Per poter sopravvivere, i suoi lo raggiungono con tanto di carrozzone al seguito ed egli al posto di godere della libera uscita, terminato il servizio in caserma, si reca presso il circo di famiglia per poter dar vita allo spettacolo. Ha eccellenti doti acrobatiche e grazie ad esse parteciperà ai campionati militari di atletica leggera, assieme a Reginald Di Tosto. Il suo attaccamento ai familiari è tale da fargli anche sottrarre cibo e generi di prima necessità tanto presso la mensa quanto presso il magazzino di approvvigionamento della caserma, al fine di assicurare ai suoi le vettovaglie. In questo, è spesso aiutato da Tanga, uno scimpanzé suo fidato amico e compagno di lavoro.
- Mahamet Dajkiri, ragazzo di colore di origine eritrea, è una delle nuove reclute che subentrano nella seconda serie del telefilm. Pur essendo straniero, svolge il servizio militare a Castelvecchio per poter ottenere la cittadinanza italiana. Viene preso di mira da alcuni commilitoni razzisti, che inizialmente gli impediscono perfino di dormire in camerata, costringendolo a trascorrere la notte nel corridoio. Sarà integrato poco dopo nel gruppo di amici, che lo accoglieranno nella loro stanza a spese della recluta Lorenzo Colombo. Giovane prestante, si dimostra un eccellente atleta ma anche un esperto conoscitore della magia africana, quando nell'episodio "Quelli della Tigre" si presenta con un flauto eritreo dono della nonna, con il quale riesce ad ipnotizzare una tigre fuggita dalla casa di un facoltoso commerciante di animali salvando così i suoi compagni (prigionieri della tigre) e Castelvecchio.
- Lorenzo Colombo, "affettuosamente" chiamato dagli altri "Cogliombo", milanese, è anch'egli una recluta che entra a far parte del cast nella seconda serie. È il classico figlio di papà consapevole dei propri mezzi economici: appena arrivato, tenta subito d'ingraziarsi il Capitano Cavicchi parlandogli di alcune loro comuni conoscenze, senza del resto ottenere risultato. Destinato alla stanza di Scibetta e company, gli viene chiesto di cambiare il proprio posto letto al fine di consentire al soldato di colore Mahamet Dajkiri di non subire più le vessazioni della camerata attigua. Inizialmente egli si rifiuta e per questo viene bersagliato da continui scherzi, in modo particolare dal Montini, che lo sbeffeggia spesso a causa del suo atteggiamento da rampollo ricco e viziato. In un secondo momento, Colombo cede finalmente il posto a Mahamet e riuscirà anche a togliere più volte dai guai il gruppo, grazie ad un suo intervento "finanziario".
- Don Castelli: il suo nome di battesimo è Felice ed è il cappellano militare: non manca mai di precisarlo, specie quando lo chiamano "reverendo". La sua qualifica è equiparata al grado di Maggiore (viene specificato in due episodi). È di origine ciociara, tenta (inutilmente) di "convertire" le reclute e prega sempre invano di trovare la cappella piena per la funzione religiosa. Va molto d'accordo col capitano Cavicchi col quale spesso s'intrattiene a giocare a carte, presso il Circolo Ufficiali. È un uomo energico, ma allo stesso tempo di gran cuore: non manca mai di aiutare i soldati meno abbienti, sostenendoli con le offerte della messa o con i soldi vinti a carte.
- Il Sergente Maggiore Roberto Scherone è senza dubbio il personaggio più celebre della serie. È un veneto purosangue, sanguigno quanto collerico nei momenti giusti, sa farsi temere ma anche rispettare dalle sue reclute, che vedono in lui un punto di riferimento fisso. Onnipresente e pronto a menare le mani, ma anche capace di atti di tenerezza, è fidanzato con la ferroviera Luisa, la quale lo chiama col vezzeggiativo "Bibi" e per questo è preso in giro dalle reclute. Ad un certo punto si scopre che il suo nome completo è "Roberto Maria", giacché i suoi genitori s'aspettavano di avere una femmina, costringendo quindi il nostro da piccolo a giocare con le bambole. Massiccio e letteralmente instancabile durante il servizio e l'addestramento, sempre efficiente e pronto a scattare sull'attenti agli ordini dei superiori, è tanto autoritario in caserma quanto goffo ed impacciato sotto l'egida dei propri familiari. Celeberrimo è il suo metodo per far marciare i soldati, inneggiando alla gloria del battaglione Tigre (di cui è orgoglioso all'ennesima potenza) ed intonando la canzone "Helena" (un reprise della quale costituirà la sigla della seconda serie).
- Il Sottotenente di complemento Ulderico Dell'Anno, napoletano all'apparenza preciso e ligio al dovere, è in realtà un gran dritto: fa presto amicizia con le reclute ed è sempre pronto a partecipare alle loro "zingarate". In più di un'occasione, davanti al colonnello o al capitano, copre le spalle ai ragazzi giustificandoli. Come loro, è anch'egli un impenitente donnaiolo e spesso è di grande utilità al gruppo. Infatti, grazie al suo grado di ufficiale, riesce a far ottenere brevi licenze, permessini e vantaggi agli amici, oltre all'ingresso in locali e luoghi presso i quali, normalmente, i militari di truppa non potrebbero avere accesso. Figlio di un fabbricante di borse di pelle di coccodrillo, ha intrapreso la carriera militare per evitare di studiare veterinaria, indirizzo di studi a cui il padre voleva obbligarlo nonostante la profonda avversione del figlio per tutte le specie animali.
- Il Capitano Pier Aldo Cavicchi comandante della Compagnia, è un po' il "grande padre" delle reclute. Serio ed autoritario, non manca comunque di adeguarsi al clima goliardico della caserma, mostrando al contempo professionalità mista a grande autoironia. pisano d'origine (per l'esattezza proviene da Pontedera), è da tutti ritenuto un tombeur des femmes, ma in realtà è un timido che non ha molta fortuna negli incontri amorosi. Durante la serie, complice uno scherzo delle sue reclute, viene deriso per essersi iscritto ad un'agenzia matrimoniale. Infuriato per l'accaduto, sottopone i soldati ad addestramenti durissimi, finché essi non capiscono che per ammorbidirne l'atteggiamento, devono trovare una compagna al loro superiore. Il gioco delle parti gli farà incontrare Bina, proprietaria di un bar, con la quale poi convolerà a giuste nozze.
- Il Colonnello Enrico Calcaterra è il comandante della caserma. Anch'egli è un uomo tutto d'un pezzo, ma tuttavia di grande umanità. Tiene parecchio ai suoi soldati e pur mostrandosi a volte inflessibile nelle decisioni (specie in occasione della consegna di De Zan), non manca di elogiare la truppa in diverse occasioni difendendone l'onore e la rettitudine, specie quando alcuni spocchiosi esponenti della cittadina ne mortificano la condotta vietando alle ragazze di uscire prima dell'orario di rientro dei militari, proibendone l'accesso ai locali oppure negando loro la possibilità di fare acquisti nei negozi. A tale scopo, collabora col sindaco e con altri esercenti al fine di promuovere l'integrazione dei soldati nella locale comunità. Nella seconda serie viene sostituito da un nuovo comandante, il colonnello Remondino.
- Concettina, d'origine calabrese, è l'energica fidanzata del caporale Rocco Melloni. Lavora presso il bar/pizzeria/sala biliardo di Castelvecchio d'Adige ed è qui che incontra il caporale Melloni, il quale se ne innamora, inizialmente non ricambiato, e le fa la corte. La ragazza dapprima ha un'infatuazione per un cantante girovago, tale Macho Carrera. Il caso vuole però che l'artista in realtà sia omosessuale e Concettina, dopo esserlo andata a trovare speranzosa, è costretta a tornare sulle proprie scelte. Dirà quindi di sì a Rocco e tra i due nascerà un rapporto d'amore condito con tanta gelosia (che spesso sfocerà in comiche scene stile "donna dall'onore tradito", specialmente durante l'episodio "Una festa americana"). Celebre la sua frase ricorrente:"Rocco! Ti squarto in due come un capretto!
- Luisa Polin, anch'ella veneta, è la procace fidanzata del sergente Scherone. Lavora come macchinista delle ferrovie a Castelvecchio d'Adige ed ha una smodata passione per il ballo. Per questo motivo è spesso in contrasto col suo uomo, gelosissimo di lei e che tenta inutilmente di dissuaderla dai suoi propositi. Ma quasi sempre ha la peggio, poiché la donna gli ricorda che il mondo non è la caserma e quindi il sergente non ha alcun diritto di darle ordini e di trattarla come se ella fosse uno dei soldati che il sottufficiale è abituato a comandare quotidianamente.
- Maurizio Mondi è il proprietario della discoteca di Castelvecchio D'Adige (i cui esterni sono invece stati girati al Teatro Anfitrione di Roma) nonché di un paio di bische clandestine della zona. Odia a morte i militari (la cosiddetta "bassa forza", ossia i soldati semplici) e fa di tutto per rendere loro la vita impossibile, mettendoli in cattiva luce durante le sedute del consiglio comunale (di cui egli fa parte in qualità di rappresentante degli esercenti assieme al salumiere Rivelli, suo degno compare). Impedisce in più occasioni l'ingresso al proprio locale ai soldati di truppa, mutando però immediatamente atteggiamento nei confronti degli ufficiali, come il tenente Dell'Anno. Ha un odio particolare per il Montini, "colpevole" tra l'altro di aver tentato l'approccio con sua moglie Eleonora (da lui trascurata), durante la cosiddetta "Operazione Simpatia" (tratta dall'omonimo episodio della serie). Da ella poi, il Mondi riceverà una dolorosa vendetta durante la notte di Natale.
- Mario Rivelli è il padrone dell'omonima salumeria/alimentari di Castelvecchio. Assieme al Mondi, fa parte del piccolo gruppo di rappresentanza dei commercianti, in seno al civico consesso. Non vede di buon occhio i militari e giunge perfino al punto di vietare loro gli acquisti nel proprio negozio, coadiuvato dalla moglie (anch'ella oltremodo odiosa). Non accetta di fornire ospitalità durante l'"Operazione Simpatia", infischiandosene completamente degli inviti rivoltigli dal sindaco: cederà, ma solo apparentemente, soltanto nel periodo pre-natalizio quando, non potendo fare a meno di concedere qualche dono alla caserma, proverà ad appioppare merce avariata, scaduta e scarti di magazzino ai soldati incaricati della raccolta. Allo sdegnoso rifiuto di questi ultimi, il Rivelli ha perfino la sfrontatezza di mostrarsi offeso, mandandoli via in malo modo. Pagherà tuttavia a caro prezzo questo affronto: complice infatti il tenente Dell'Anno, per l'occasione camuffatosi da ispettore della finanza in incognito, si troverà nell'impellente urgenza di liberarsi di alcuni beni di consumo acquistati sottobanco al fine di evitare pesanti sanzioni pecuniarie. Scibetta e compagni, rimasti in disparte ad attendere il momento propizio, fanno quindi nuovamente ingresso nel market venendo stavolta non solo trattati ossequiosamente dall'arcigno negoziante (che regalerà loro interi prosciutti di gran pregio, pur di liberarsene), ma ottenendo anche di prelevare parecchia roba extra dagli scaffali.

## Attori ospiti
- Tito LeDuc (1991, episodio Sette ore a New York, accreditato come Tito Leduch)
- Ciccio Ingrassia (1989, episodio Il circo)